# Stalingrad Cowgirls
Stalingrad Cowgirls — финская панк-рок-группа из города Салла, образованная в 2005 году тремя участницами.

## История
Участницы группы, возраст которых около 18 лет, подписали контракт с Warner Music Finland весной 2007 года. В июне группа начала запись дебютного альбома, одновременно гастролируя по выходным с концертами в других городах.
Первый альбом «Somewhere High» был выпущен в Финляндии 19 сентября, в 2008 году группа продолжала выступать на шоу для поддержки релиза. Помимо гастрольного тура, в котором Stalingrad Cowgirls являются гвоздём программы, группа играет на разогреве у таких музыкантов и групп, как Игги Поп и The Stooges, Muse, Eppu Normaali, Аврил Лавин и Negative, а в 2009 выступала также на разогреве у Mötley Crüe. В 2007 году группа была номинирована на премию Emma-gaala.

## Участницы
- Энни (фин. Enni Kivelä; род. 1990) — вокал, гитара
- Риина (фин. Riina Kivelä; род. 1988) — барабаны, бэк-вокал
- Хенна (фин. Henna Vaarala; род. 1990) — бас-гитара, бэк-вокал

## Дискография

### Альбомы
- Somewhere High (2007)
- Kiss Your Heart Goodbye (2010)

### Синглы
- You Won’t Get It (2007)
- Let Me Make It Real (2007)
- Sukset (2008)
- Baby Girl (2010)